# Мемориал братьев Знаменских 2006
48-й Мемориал братьев Знаменских — международный легкоатлетический турнир, состоявшийся 24 июня 2006 года на стадионе «Метеор» в подмосковном городе Жуковском, Россия. Проводился под эгидой Европейской легкоатлетической ассоциации, имел статус EAA Area Permit Meeting. Программа состояла из двух частей, утром прошёл розыгрыш всероссийских соревнований, а вечером — международных. Соревнования проходили при солнечной жаркой погоде (+32 °C).
Россиянка Татьяна Лысенко установила мировой рекорд в метании молота — 77,41 метра. Хорватка Бланка Влашич обновила рекорд соревнований в прыжках в высоту — 2,02 метра.

## Результаты

### Мужчины
| Дисциплина                          | Золото                           | Золото     | Серебро                       | Серебро  | Бронза                     | Бронза   |
| ----------------------------------- | -------------------------------- | ---------- | ----------------------------- | -------- | -------------------------- | -------- |
| 100 м (ветер: +2,0 м/с)             | Кристиан Малкольм Великобритания | 10,32      | Александр Смирнов Россия      | 10,46    | Роман Смирнов Россия       | 10,49    |
| 200 м (ветер: −0,4 м/с)             | Роман Смирнов Россия             | 21,16      | Олег Зуев Россия              | 21,44    | Константин Свечкарь Россия | 21,46    |
| 400 м                               | Владислав Фролов Россия          | 45,76      | Янг Толкмор Ньонгани Зимбабве | 46,05    | Пол Горрис Южная Африка    | 46,36    |
| 800 м                               | Юрий Борзаковский Россия         | 1.45,31    | Дмитрий Милькевич Латвия      | 1.45,43  | Дмитрий Богданов Россия    | 1.46,20  |
| 1500 м                              | Павел Потапович Россия           | 3.41,55 PB | Андрей Осипов Россия          | 3.42,42  | Роман Коваль Россия        | 3.42,64  |
| 5000 м                              | Джозеф Эбуа Кения                | 13.32,62   | Бонифейс Сонгок Кения         | 13.40,63 | Стивен Коэч Кения          | 13.57,20 |
| 110 м с барьерами (ветер: −0,8 м/с) | Игорь Перемота Россия            | 13,43      | Яков Петров Россия            | 13,81    | Сергей Манаков Россия      | 13,81    |
| 400 м с барьерами                   | Александр Мишанин Россия         | 50,90      | Владимир Антманис Россия      | 51,15    | Михаил Липский Россия      | 51,61    |
| Прыжок в высоту                     | Александр Шустов Россия          | 2,22       | Сергей Клюгин Россия          | 2,22     | Вячеслав Воронин Россия    | 2,19     |
| Прыжок с шестом                     | Альхаджи Дженг Швеция            | 5,80 PB    | Пшемыслав Червиньский Польша  | 5,80     | Виктор Чистяков Австралия  | 5,50     |
| Прыжок в длину                      | Кирилл Сосунов Россия            | 8,13       | Денис Синявский Россия        | 8,02     | Руслан Гатауллин Россия    | 7,98     |
| Тройной прыжок                      | Кристиан Ульссон Швеция          | 17,46      | Йоандри Бетансос Куба         | 17,16    | Александр Сергеев Россия   | 17,00    |
| Толкание ядра                       | Павел Лыжин Белоруссия           | 20,38      | Иван Юшков Россия             | 19,92    | Антон Любославский Россия  | 19,68    |
| Метание молота                      | Сергей Кирмасов Россия           | 76,87      | Илья Коновалов Россия         | 76,32    | Юрий Воронкин Россия       | 74,99    |

### Женщины
| Дисциплина                          | Золото                    | Золото     | Серебро                      | Серебро  | Бронза                       | Бронза   |
| ----------------------------------- | ------------------------- | ---------- | ---------------------------- | -------- | ---------------------------- | -------- |
| 100 м (ветер: +1,7 м/с)             | Юлия Гущина Россия        | 11,13 PB   | Наталья Русакова Россия      | 11,21 PB | Лариса Круглова Россия       | 11,23 PB |
| 200 м (ветер: −0,1 м/с)             | Светлана Поспелова Россия | 22,86      | Анастасия Капачинская Россия | 23,11    | Екатерина Кондратьева Россия | 23,38    |
| 400 м                               | Татьяна Вешкурова Россия  | 50,64      | Наталья Назарова Россия      | 51,09    | Анастасия Капачинская Россия | 51,67    |
| 800 м                               | Елена Соболева Россия     | 1.57,28 PB | Татьяна Петлюк Украина       | 1.57,91  | Светлана Черкасова Россия    | 1.58,08  |
| 3000 м                              | Татьяна Петрова Россия    | 8.44,13    | Ольга Комягина Россия        | 8.45,04  | Марина Иванова Россия        | 9.07,03  |
| 100 м с барьерами (ветер: −1,5 м/с) | Татьяна Дектярёва Россия  | 13,13      | Ольга Корсунова Россия       | 13,22    | Александра Антонова Россия   | 13,28    |
| 400 м с барьерами                   | Малгожата Пскит Польша    | 55,78      | Анастасия Рабченюк Украина   | 55,87    | Марина Шиян Россия           | 56,03    |
| Прыжок в высоту                     | Бланка Влашич Хорватия    | 2,02 MR    | Елена Слесаренко Россия      | 1,95     | Екатерина Кунцевич Россия    | 1,85     |
| Прыжок в длину (ветер: −0,3 м/с)    | Людмила Колчанова Россия  | 7,10 PB    | Елена Иванова Россия         | 6,62     | Ольга Кучеренко Россия       | 6,61     |
| Тройной прыжок                      | Елена Олейникова Россия   | 14,17      | Олеся Буфалова Россия        | 14,14    | Оксана Рогова Россия         | 14,10    |
| Толкание ядра                       | Ольга Иванова Россия      | 18,96      | Оксана Гаус Россия           | 18,61    | Анна Авдеева Россия          | 18,44    |
| Метание молота                      | Татьяна Лысенко Россия    | 77,41 WR   | Екатерина Хороших Россия     | 76,63 PB | Елена Коневцова Россия       | 75,07    |
| Метание копья                       | Мария Абакумова Россия    | 59,58      | Лада Чернова Россия          | 59,48    | Оксана Громова Россия        | 58,53    |